# A Pipa do Vovô
A Pipa do Vovô é uma marchinha de Carnaval composta por Manoel Ferreira e Ruth Amaral, e que ficou famosa na voz de Silvio Santos. Ela é conhecida pelo seu ritmo animado, típico do carnaval, e pela letra com duplo sentido.
Em 2011, foi eleita entre "As 10 melhores marchinhas de Carnaval de todos os tempos" pela revista Veja.

## Inspiração
Em 28 de fevereiro de 1987, o jornal Notícias Populares mostrou uma entrevista em que Ruth Amaral contou como surgiu a inspiração. Segundo o relato, ela estava assistindo ao noticiário, quando viu uma matéria sobre um campeonato de pipas: "Havia um garotinho empinando uma delas e a seu lado um velhinho olhando". A princípio ela teve vergonha de mostrar sua ideia para o marido: "Eu sabia que era no duplo sentido mesmo. Mas ele achou ótima, fizemos letra e música e mandamos a fita para o Silvio. Em pouco tempo o apresentador colocou sua voz e passou a tocar nos seus programas de domingo. Pegou no Brasil inteiro e hoje todo mundo está cantando".